# Matthew Poole
Pour les articles homonymes, voir Poole (homonymie).
Matthew Poole (en latin : Mattheus Polus) est un théologien non-conformiste anglais, né à York en 1624, et mort à Amsterdam le 12 octobre 1679.

## Biographie
Matthew Poole est le fils de Francis Pole, mais il a épelé son nom Poole. Sa mère est une fille de Alderman Toppins. Il a fait ses études à l'Emmanuel College de Cambridge à partir de 1645. Après avoir obtenu son diplôme de bachelier ès arts au début de 1649, il a succédé à Anthony Tuckney dans le presbytère de l'église St Michael-le-Querne, à Londres, puis dans la cinquième classe de la province de Londres dans le régime presbytérien. Il a été reçu maître ès arts à l'Emmanuel college en 1652. Il est un des onze diplômés de Cambridge inscrits à la maîtrise à Oxford à l'occasion de la visite de Richard Cromwell, le 14 juillet 1657.
À la suite de l'adoption de l'Acte d'uniformité en 1662, il démissionna de son poste car non-conformiste. Il est remplacé le 29 août 1662 par R. Booker. Il a vécu grâce à son patrimoine qui lui donnait un revenu de 100 £ par an.
Sur la suggestion de William Lloyd (1627-1717), évêque de Worcester en 1699, Poole a entrepris le grand travail de sa vie, le Synopsis criticorum. Il a commencé la compilation des textes à partir de 1666. Ce travail a duré 10 ans.
Dans ses dépositions concernant un complot papiste, en 1678, Titus Oates avait affirmé que Matthew Poole devait être assassiné à cause de son tract de 1666 affirmant la «nullité de la foi romaine». Il n'a pas tenu compte de cette déposition jusqu'à ce qu'un soir, rentrant chez lui, il voit deux hommes qui l'attendaient devant chez lui, mais, étant accompagné, ils ne l'agressent pas. Il a alors décidé de quitter Londres pour s'installer à Amsterdam. Il y meurt le 12 octobre 1679.
Il a été marié, mais on ignore le nom de son épouse qui est décédée en 1668 et a été inhumée le 11 août. Il a eu un fils mort en 1697.

## Publications
- Synopsis criticorum aliorumque Sacrae Scripturae interpretum et commentatorum summo studio et fide adornata en 5 tomes Volume 1, 1669, 1re partie, volume II, 1684, volume III, 1674, volume IV, 1re partie, 1676, volume IV, 2e partie, 1694, volume V révisé.